# Dólmen da Barrosa

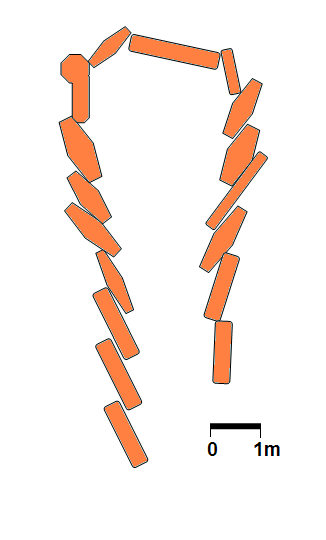
Grundriss – Tragsteine von Kammer und Gang einer langkammerigen Anta

Die Megalithanlage Dólmen da Barrosa wird auch Anta da Barrosa, Lapa dos Mouros oder Dolmen de Gontinhães genannt. Anta ist die portugiesische Bezeichnung für etwa 5000 Megalithanlagen und Dolmen, die während des Neolithikums im Westen der Iberischen Halbinsel von den Nachfolgern der Cardial- oder Impressokultur errichtet wurden.

## Lage
Der Dólmen da Barrosa liegt nahe der Küste im äußersten Norden von Portugal wenige Meter rechts der Straße, die von Vila Praia de Âncora nach Moledo ins nördliche Grenzland führt. Den Untergrund bildet eine pleistozäne Flussterrasse.

## Aufbau
Die Anlage hat eine polygonale Kammer (s. Abbildung im Weblink). Sie besteht aus sieben Tragsteinen, auf denen der zum Gang hin leicht abfallende, nahezu quadratische Deckstein ruht. Der Gang ist hier nicht, wie bei Antas häufig, in Höhe und Breite von der Kammer abgesetzt, sondern die sukzessiv niedriger werdenden Gangtragsteine schließen, ohne Absatz an die Flucht der Kammersteine an. Von ihnen sind auf der Südseite sechs, auf der Nordseite vier erhalten. Auf ihnen lagen die sich dachziegelartig überlappenden Decksteine. Zum Eingang hin verjüngt sich der Gang in der Breite stark. Der zum Bau verwendete mittel- bis feinkörnige Granit wurde in einem rund 500 m entfernten Steinbruch gewonnen.

## Ausgrabungen
Bei F. Martins Grabungen im Jahre 1879 wurden ein Dechsel aus Serpentin, eine Lanzenspitze aus Silex, eine Glockenbecherscherbe, eine große Klinge, vier Pfeilspitzen und ein Steinbeilfragment gefunden. Drei mit eingepickten Schlangenlinien verzierte Steine wurden bei der Ausgrabung im Jahre 1948 am Kammereingang und im Gang liegend gefunden. Die Funde befinden sich in den Museen von Porto und Guimarães.
In der Nähe liegt die Cividade de Âncora.